# Budgie (álbum)
Budgie es el álbum debut de la banda galesa de hard rock Budgie. Fue lanzado en junio de 1971 por la disquera MCA Records. La versión estadounidense realizada por Kapp Records incluyó también la canción "Crash Course In Brain Surgery", originalmente lanzada sólo como sencillo; y versionada en 1987 por Metallica en su EP Garage Days Re-Revisited. "Homicidal Suicidal" fue también versionada por la banda de grunge Soundgarden. Los canadienses Thrush Hermit realizaron un cover de "Nude Disintegrating Parachutist Woman" en el álbum All Technology Aside, incluyéndose también en la "Complete Recordings Box Set" de 2010.

## Recepción
Budgie fue recibido por moderadas críticas positivas. Sounds criticó que el álbum no diera una descripción del mismo ni de la banda, pero también dijo que "tienen una esencia natural para la música rock", y concluyó "En verdad encuentro a este trabajo más preferible que los de Black Sabbath, y tengo la sensación de que Budgie desarrollará cosas aún más interesantes a futuro".
En una revisión posterior, AllMusic declaró que "Para alguien verdaderamente interesado en conocer la historia y desarrollo del Metal, impactantes piezas tales como Homicidal Suicidal y Nude Disintegrating Parachutist Woman son canciones esenciales que debe escuchar.

## Listado de canciones

### Lado A
| N.º            | Título                                                      | Escritor(es)                             | Duración |  |
| 1.             | «Guts»                                                      | Burke Shelley, Tony Bourge, Ray Phillips | 4:20     |  |
| 2.             | «Everything In My Heart»                                    | Burke Shelley, Tony Bourge, Ray Phillips | 1:00     |  |
| 3.             | «The Author»                                                | Burke Shelley, Tony Bourge, Ray Phillips | 6:25     |  |
| 4.             | «Nude Disintegrating Parachutist Woman»                     | Burke Shelley, Tony Bourge, Ray Phillips | 8:30     |  |
| 5.             | «*Crash Course In Brain Surgery (bonus track Kapp Records)» | Burke Shelley, Tony Bourge, Ray Phillips | 2:35     |  |
| 20:15 *(22:50) |                                                             |                                          |          |  |

### Lado B
| N.º   | Título               | Escritor(es)                             | Duración |  |
| 6.    | «Rape Of The Locks»  | Burke Shelley, Tony Bourge, Ray Phillips | 6:10     |  |
| 7.    | «All Night Petrol»   | Burke Shelley, Tony Bourge, Ray Phillips | 6:00     |  |
| 8.    | «You And I»          | Burke Shelley, Tony Bourge, Ray Phillips | 1:45     |  |
| 9.    | «Homicidal Suicidal» | Burke Shelley, Tony Bourge, Ray Phillips | 6:30     |  |
| 20:25 |                      |                                          |          |  |

## Personal
- Burke Shelley - Bajo, voz, mellotron.
- Tony Bourge - Guitarras.
- Ray Phillips - Batería, percusión.

## Otros créditos
- Rodger Bain - Productor.

Arte y diseño
- Shepard Sherbell - Diseño y fotografía.
- David Sparling - Diseño de la portada.
- George Bettyes (L) - Corte de vinilos.